# 9e armée (Union soviétique)
Pour les articles homonymes, voir 9e armée.
La 9e armée est une unité de l'Armée rouge durant la Grande Guerre patriotique.

## Historique opérationnel
La 9e armée est créée dans le district militaire de Léningrad pour la guerre d'hiver contre la Finlande. Elle est chargée de capturer Kajaani et Oulu. Les 44e et 163e divisions d'infanterie sont vaincues par les Finlandais pendant la bataille de Suomussalmi.
En 1940, elle participe à l'occupation soviétique de la Bessarabie et de la Bucovine. Elle est démantelée le 10 juillet 1940.
En 1941, elle comprend les 14e, 35e et 48e divisions d'infanterie, le 2e corps de cavalerie, les 2e et 18e corps mécanisé, les 80e, 81e, 82e, 84e, 86e régions fortifiées, avant l'opération Barbarossa elle défend Beltsa, Kichinev et Odessa dans le cadre du front sud.
Le premier engagement se déroule contre la 11e armée allemande de Eugen von Schobert au nord de Iași.
En août l'armée recule sur Odessa. En octobre l'armée se situe vers Taganrog. Elle participe au siège d'Odessa qui provoque la destruction de la 9e armée.

## Liste des commandants
- 21 novembre – 22 décembre 1939 : Mikhail Dukhanov (en)
- 22 décembre 1939 – 5 avril 1940 : Vassili Tchouïkov
- 20 juin – 10 juillet 1940 : lieutenant-général Ivan Boldine
- 22 juin –j9 septembre 1941 : colonel-général Yakov Tcherevitchenko
- 9 septembre 1941 – 20 mai 1942 : major-général Fiodor Kharitonov
- 20 mai – 18 juin 1942 : major-général Piotr Mikhaïlovitch Kozlov (ru)
- 18–24 juin 1942 : major-général Dmitri Nikichov
- 24 juin – 17 juillet 1942 : lieutenant-général Anton Lopatine
- 14 juillet – 7 août 1942 : major-général Théophane Parkhomenko
- 8–28 août 1942 : major-général Vladimir Marcinkiewicz
- septembre 1942 – février 1943 : major-général Konstantin Koroteïev
- 11 février – 22 mars 1943 : major-général Vassili Glagolev (en)
- mars – mai 1943 : lieutenant-général Konstantin Koroteïev
- juin – novembre 1943 : major-général Alexeï Gretchkine (en)